# Ô Diên
Ô Diên là một xã ngoại thành nằm ở phía Tây thành phố Hà Nội, Việt Nam.
Ngày 16 tháng 6 năm 2025, Ủy ban Thường vụ Quốc hội ban hành Nghị quyết số 1656/NQ-UBTVQH15, trong đó về việc sắp xếp toàn bộ diện tích tự nhiên, quy mô dân số của các xã Hạ Mỗ, Hồng Hà, Liên Hà, Liên Hồng, Liên Trung, Tân Hội, Tân Lập (huyện Đan Phượng cũ), một phần xã Văn Khê (huyện Mê Linh cũ), một phần của phường Tây Tựu (quận Bắc Từ Liêm cũ) thành xã mới có tên gọi là xã Ô Diên.
Nơi đây được cho là có dấu tích thành cổ Ô Diên dưới thời Hậu Lý Nam Đế (nằm trong xã Hạ Mỗ cũ).

## Vị trí địa lý và hành chính
Xã Ô Diên có vị trí địa lý:
- Phía Bắc giáp xã Mê Linh và xã Yên Lãng với ranh giới là sông Hồng
- Phía Tây giáp xã Liên Minh và xã Đan Phượng
- Phía Nam giáp xã Hoài Đức
- Phía Đông giáp phường Thượng Cát và phường Tây Tựu

Xã Ô Diên chia thành 23 thôn: Bá Dương Nội, Bá Dương Thị, Bồng Lai, Đan Hội, Đoài, Đông Lai, Hạ Hội, Hạ Mỗ, Hạ Trì, Hạnh Đàn, Hữu Cước, Ngọc Kiệu, Phan Long, Quý, Thượng, Thượng Hội, Thượng Trì, Thủy Hội, Tiên Tân, Tổ, Trung, Trúng Đích, Vĩnh Kỳ.

## Danh nhân
- Tô Hiến Thành (1102 – 1179): Vị quan đại thần thời nhà Lý. Quê ở thôn Hạ Mỗ.
- Đại tướng Đỗ Bá Tỵ (sinh năm 1954): Nguyên Tổng Tham mưu trưởng Quân đội Nhân dân Việt Nam, Nguyên Phó Chủ tịch Quốc hội.
- Nguyễn Xuân Cường (sinh năm 1959): Nguyên Bộ trưởng Bộ Nông nghiệp và Phát triển Nông thôn.

## Trụ sở cơ quan xã
- Đảng ủy xã: Đường Đan Hoài, thôn Hạ Mỗ
- HĐND - UBND xã: Số 3, đường Phan Xích, thôn Vĩnh Kỳ
- Công an xã: Đường Tân Hội, thôn Vĩnh Kỳ